# High Point (New Jersey)
Der High Point ist mit seinen 550 Metern der höchste Berg der Kittatinny Mountains in den Appalachen und des US-Bundesstaates New Jersey. Er befindet sich im Sussex County, unweit der Grenze zu den Nachbar-Bundesstaaten New York und Pennsylvania. Auf seinem Gipfel steht seit dem Jahre 1930 ein 67 m hohes Kriegsmahnmonument aus Stein. Der High Point liegt im High Point State Park, einem kleinen Naturschutzgebiet des Forstamtes New Jersey.